# Стивенсон, Рамондре
Рамондре Стивенсон (англ. Rhamondre Stevenson; 23 февраля 1998, Лас-Вегас, Невада) — американский футболист, раннинбек клуба НФЛ «Нью-Ингленд Пэтриотс». На студенческом уровне играл за команды общественного колледжа Серритос и Оклахомского университета. На драфте НФЛ 2021 года был выбран в четвёртом раунде.

## Биография
Рамондре Стивенсон родился 23 февраля 1998 года в Лас-Вегасе. Окончил старшую школу Сентенниал, затем поступил в общественный колледж Серритос в Норуолке. Два года выступал за команду Серритос Фэлконс, в сезоне 2018 года набрал выносом более 2000 ярдов с 16 тачдаунами. На момент выпуска занимал первое место в рейтинге раннинбеков подготовитетельных колледжей по версии сайта 247Sports.

### Любительская карьера
В 2019 году Стивенсон получил спортивную стипендию в Оклахомском университете. В дебютном сезоне в NCAA он принял участие в тринадцати играх команды, пропустив только полуфинал плей-офф. Всего он набрал 515 ярдов с шестью тачдаунами, один из которых принёс «Сунерс» победу в овертайме финала конференции Big 12. В сокращённом из-за пандемии COVID-19 турнире 2020 года Стивенсон сыграл в шести матчах, став лучшим в команде с 665 выносными ярдами.

#### Статистика выступлений в NCAA
| Сезон | Команда         | Игры | Приём | Приём | Приём | Приём | Вынос | Вынос | Вынос | Вынос |
| Сезон | Команда         | Игры | Rec   | Yds   | Y/A   | TD    | Att   | Yds   | Y/A   | TD    |
| ----- | --------------- | ---- | ----- | ----- | ----- | ----- | ----- | ----- | ----- | ----- |
| 2019  | Оклахома Сунерс | 13   | 10    | 87    | 8,7   | 0     | 64    | 515   | 8,0   | 6     |
| 2020  | Оклахома Сунерс | 6    | 18    | 211   | 11,7  | 0     | 101   | 665   | 6,6   | 7     |
| Всего | Всего           | 19   | 28    | 298   | 10,6  | 0     | 165   | 1180  | 7,2   | 13    |

### Профессиональная карьера
Перед драфтом НФЛ 2021 года издание Bleacher Report прогнозировало Стивенсону выбор в пятом раунде и начало карьеры в роли игрока ротации. К его сильным сторонам относили эффективность в роли блокирующего и умение читать действия защиты, физическую силу, работу ног, видение поля, навыки игры на приёме. Среди слабых мест назывались недостаточная резкость, дистанционная скорость, нехватка креативности. Аналитик издания Нейт Тайс сравнивал его с Джеем Аджайи.
На драфте Стивенсон был выбран «Нью-Ингленд Пэтриотс» в четвёртом раунде под общим 120-м номером. В мае 2021 года он подписал с клубом четырёхлетний контракт. В своём первом сезоне он принял участие в двенадцати играх регулярного чемпионата, став вторым раннинбеком команды после Дэмиена Харриса. В первой части сезона тренерский штаб выражал недовольство его работой на тренировках, но во второй Стивенсон получал достаточно игрового времени, в итоге набрав 606 ярдов с пятью тачдаунами. По ходу чемпионата в 2022 году он вытеснил Харриса из состава и в итоге преодолел отметку в 1000 выносных ярдов за сезон. Он также сделал 69 приёмов мяча, став одним из самых продуктивных в пасовом нападении раннинбеков в истории клуба.

#### Статистика выступлений в НФЛ

##### Регулярный чемпионат
| Сезон | Команда              | Игры | Приём | Приём | Приём | Приём | Вынос | Вынос | Вынос | Вынос |
| Сезон | Команда              | Игры | Rec   | Yds   | Y/A   | TD    | Att   | Yds   | Y/A   | TD    |
| ----- | -------------------- | ---- | ----- | ----- | ----- | ----- | ----- | ----- | ----- | ----- |
| 2021  | Нью-Ингленд Пэтриотс | 12   | 14    | 123   | 8,8   | 0     | 133   | 606   | 4,6   | 5     |
| 2022  | Нью-Ингленд Пэтриотс | 17   | 69    | 421   | 6,1   | 1     | 210   | 1040  | 5,0   | 5     |
| Всего | Всего                | 29   | 83    | 544   | 6,6   | 1     | 343   | 1646  | 4,8   | 10    |

##### Плей-офф
| Сезон | Команда              | Игры | Приём | Приём | Приём | Приём | Вынос | Вынос | Вынос | Вынос |
| Сезон | Команда              | Игры | Rec   | Yds   | Y/A   | TD    | Att   | Yds   | Y/A   | TD    |
| ----- | -------------------- | ---- | ----- | ----- | ----- | ----- | ----- | ----- | ----- | ----- |
| 2021  | Нью-Ингленд Пэтриотс | 1    | 4     | 33    | 8,3   | 0     | 8     | 27    | 3,4   | 0     |
| Всего | Всего                | 1    | 4     | 33    | 8,3   | 0     | 8     | 27    | 3,4   | 0     |